# Дечебал (село)
Дечебал (рум. Decebal) — село в Молдові у Сороцькому районі. Входить до складу комуни, адміністративним центром якої є село Тетереука-Веке.